# NGC 403
NGC 403 est une galaxie lenticulaire située dans la constellation des Poissons. NGC 403 a été découverte par l'astronome prussien Heinrich d'Arrest en 1862.

## Caractéristiques
Sa vitesse par rapport au fond diffus cosmologique est de 4 795 ± 23 km/s, ce qui correspond à une distance de Hubble de 70,7 ± 5,0 Mpc (∼231 millions d'al).
Les étoiles NGC 400, NGC 401 et NGC 402, cataloguées comme des nébuleuses au 19e siècle, sont situées non loin de NGC 403.

## Groupe de NGC 452
NGC 403 fait partie du groupe de NGC 452 dont les membres sont indiqués dans des articles d'Abraham Mahtessian paru en 1998 et de A.M Garcia paru en 1993. Ce groupe compte plus d'une vingtaine de galaxies.